# Inorganic crystal structure database
Pour les articles homonymes, voir ICSD.
L'Inorganic crystal structure database (ICSD) est une base de données regroupant les structures de cristaux inorganiques. Son but est de réunir les informations sur toutes les structures de cristaux inorganiques publiées depuis 1913, incluant les éléments, minéraux, métaux et composés intermétalliques. L'ICSD contient plus de 132 000 entrées en 2010 et est mise à jour deux fois par an.

## Historique

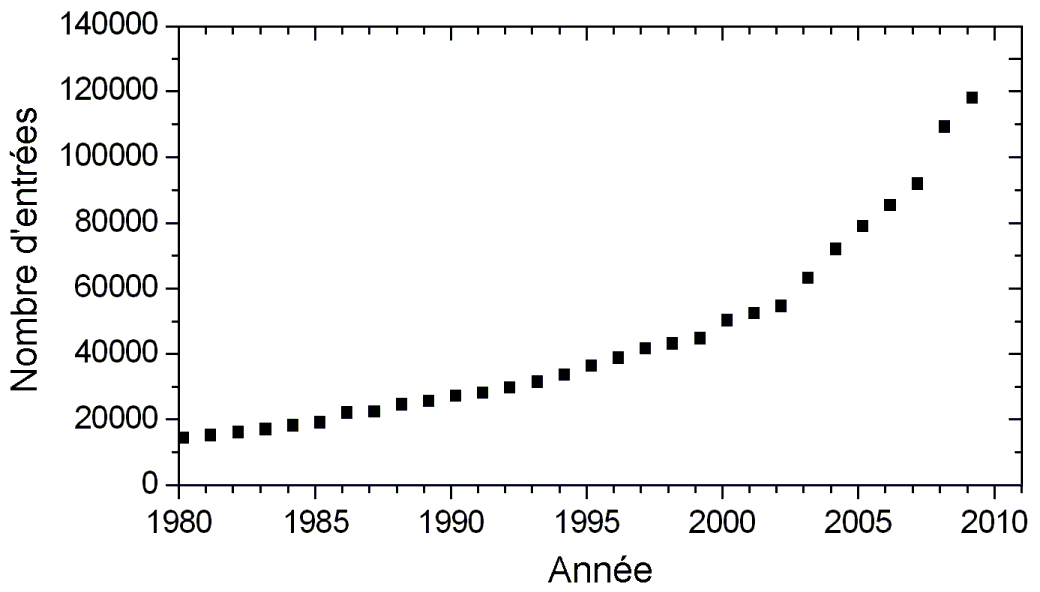
Évolution du nombre d'entrées dans l'ICSD entre 1980 et 2010.

L'ICSD fut fondée en 1978 par Günter Bergerhoff (université de Bonn) et I. David Brown (Université McMaster). Elle est maintenant produite par le Fachinformationszentrum Karlsruhe et le National Institute of Standards and Technology.
Une version PC pour Windows a été développée en coopération avec le National Institute of Standards and Technology (NIST), et une version PHP-MySQL en ligne en coopération avec l'Institut Laue-Langevin (ILL) à Grenoble.

## Entrées de l'ICSD
Les entrées de l'ICSD sont constituées à partir des structures cristallines publiées dans des revues scientifiques ou, très minoritairement, envoyées directement à l'ICSD par des chercheurs en tant que communications personnelles (c'est-à-dire que les résultats n'ont pas été publiés). Il peut s'agir de structures déterminées expérimentalement ou calculées théoriquement.
| Titre                                              | Nombre d'entrées | Pourcentage (représenté sur 10 %) |
| -------------------------------------------------- | ---------------- | --------------------------------- |
| Acta Crystallographica                             | 13151            | 9.92 %                            |
| Journal of Solid State Chemistry                   | 11943            | 9.01 %                            |
| Zeitschrift für Anorganische und Allgemeine Chemie | 8754             | 6.61 %                            |
| Journal of Alloys and Compounds                    | 7029             | 5.30 %                            |
| Inorganic Chemistry                                | 4894             | 3.69 %                            |
| American Mineralogist                              | 4711             | 3.55 %                            |
| Zeitschrift für Kristallographie                   | 4259             | 3.21 %                            |
| Physical Review                                    | 3932             | 2.97 %                            |
| Materials Research Bulletin                        | 2606             | 1.97 %                            |
| Kristallografiya                                   | 2493             | 1.88 %                            |

1. ↑  Acta Crystallographica, Acta Crystallographica Section A: Foundations of Crystallography, Acta Crystallographica Section B: Structural Science, Acta Crystallographica Section C: Crystal Structure Communications, Acta Crystallographica Section E: Structure Reports Online, Journal of Applied Crystallography et Journal of Synchrotron Radiation
2. ↑  Zeitschrift für Kristallographie et Zeitschrift für Kristallographie – New Crystal Structures
3. ↑  Physical Review, Physical Review Letters, Physical Review A et Physical Review B

Pour un même matériau cristallin, il existe souvent plusieurs entrées dans la base de données. En effet :
- la structure d'un cristal est souvent déterminée et vérifiée indépendamment par différents groupes de recherche ;
- dans le cas où l'évolution d'un cristal est étudié de façon systématique en fonction des conditions expérimentales, il existe une entrée pour chaque valeur du paramètre externe (température, pression, etc.).

À chaque entrée de l'ICSD est attribué un numéro unique (collection code).

## Données cristallographiques
Les informations contenues dans une entrée de l'ICSD comprennent généralement :
- la référence de la publication d'où est tirée l'entrée ;
- la méthode expérimentale utilisée (diffraction de rayons X, de neutrons ou d'électrons, mesure sur monocristal ou sur poudre, structure calculée théoriquement) ;
- la composition chimique du cristal ;
- éventuellement, la nomenclature minéralogique ;
- le groupe d'espace ;
- le nombre d'unités de formule par maille ;
- les paramètres et le volume de la maille ;
- la densité calculée du cristal ;
- les conditions expérimentales comme la température ou la pression ;
- les degrés d'oxydation des espèces chimiques ;
- les coordonnées des atomes dans la maille (dans les structures obtenues par diffraction de rayons X, la position des éléments légers comme l'hydrogène est parfois indéterminée) ;
- l'occupation des sites atomiques (par exemple, dans les cas où plusieurs espèces chimiques sont distribuées sur le même site) ;
- les paramètres de déplacement (isotropes ou anisotropes) des atomes, souvent dus à l'agitation thermique : cette information est souvent absente dans les entrées plus anciennes ou calculées théoriquement.